# Барри, Стив
Стивен (Стив) Джон Барри (англ. Steven (Steve) John Barry; род. 25 октября 1950, Кардифф) — британский валлийский легкоатлет, специалист по спортивной ходьбе. Выступал на профессиональном уровне в первой половине 1980-х годов, чемпион Игр Содружества, трёхкратный чемпион Великобритании, участник летних Олимпийских игр в Лос-Анджелесе.

## Биография
Стив Барри родился 25 октября 1950 года в Кардиффе, Уэльс.
Впервые заявил о себе в лёгкой атлетике в сезоне 1981 года, когда в ходьбе на 10 000 метров одержал победу на чемпионате Великобритании в Антриме. Попав в состав британской сборной, выступил на Кубке мира по спортивной ходьбе в Валенсии, где в личном зачёте 20 км занял 17-е место.
В 1982 году финишировал пятым в ходьбе на 5000 метров на чемпионате Европы в помещении в Милане, вновь стал чемпионом Великобритании в ходьбе на 10 000 метров, с результатом 1:31:00 занял 11-е место в ходьбе на 20 км на чемпионате Европы в Афинах. Представлял Уэльс на Играх Содружества в Брисбене — превзошёл всех своих соперников на дистанции 30 км и завоевал золотую награду. За это выдающееся достижение по итогам сезона был признан спортсменом года Уэльса по версии BBC.
В 1983 году занял четвёртое место в дисциплине 5000 метров на чемпионате Европы в помещении в Будапеште, в третий раз подряд стал чемпионом Великобритании в дисциплине 10 000 метров.
Благодаря череде удачных выступлений 1984 году удостоился права защищать честь страны на летних Олимпийских играх в Лос-Анджелесе — в программе ходьбы на 20 км показал результат 1:30:46, расположившись в итоговом протоколе соревнований на 24-й строке. Из-за полученной на Олимпиаде травмы вскоре вынужден был завершить спортивную карьеру.